# Рокити
Рокити (у 1922—2016 роках — Жовтневе) — село в Україні, у Семенівській селищній громаді Кременчуцького району Полтавської області. Населення становить 400 осіб. До 2020 орган місцевого самоврядування — Рокитівська сільська рада.

## Географія
Село Рокити примикає до села Осокори, на відстані 2 км розташовані села Нова Петрівка та Калинівка.

## Процес декомунізації
Село було внесено до переліку населених пунктів, які потрібно перейменувати згідно із законом «Про засудження комуністичного та націонал-соціалістичного (нацистського) тоталітарних режимів в Україні та заборону пропаганди їхньої символіки».
19 травня 2016 р. Верховна Рада України підтримала зміну назви села Жовтневе на Рокити.

## Історія
Засноване, імовірно, в 18 ст. У 1781 — це слобода Рокитна Хорольського повіту, в якій було понад 50 хат. Крім, цього імовірно в цьому місці, в цей час існували хутори військових товаришів Кодинців. То ж до середини 19 ст. населений пункт також мав назву Кодинці. За переписом 1859 в с. Рокити було 79 дворів і 497 жителів. З 1922 село стало носити назву «Жовтневе».
Раніше в цьому селі були: асфальтний завод, вівчарник, ферма ВРХ, дитячий садок, родовище цегельної сировини, млин, колгоспна пасіка, комбікормовий мінізавод по виробництву гранул, птахоферма, конюшня, свиноферма, пункт сушки зернових культур, городина.
12 червня 2020 року, відповідно до розпорядження Кабінету Міністрів України № 721-р «Про визначення адміністративних центрів та затвердження територій територіальних громад Полтавської області», село увійшло до складу Семенівської селищної міської громади.
19 липня 2020 року, в результаті адміністративно-територіальної реформи та ліквідації Семенівського району, село увійшло до складу новоутвореного Кременчуцького району.

## Сучасний стан
В селі є будинок культури; загальноосвітня школа I—II ступенів. Але ще за часів СРСР було багато чого різного та в наш час залишилось лише все це, що вище перераховане та тракторна бригада, тому що в звільнення від СРСР при владі лишилися комуністи.